# David da Silva
David Aparecido da Silva (ur. 12 listopada 1989 w Guarulhos) – brazylijski piłkarz występujący na pozycji napastnika, od 2021 roku zawodnik indonezyjskiego Persib Bandung.